# Ctenophila salaziensis
Ctenophila salaziensis é uma espécie de gastrópode  da família Euconulidae.
É endémica de Reunião.